# Puccinia kansensis
Puccinia kansensis är en svampart som beskrevs av Ellis & Barthol. 1896. Puccinia kansensis ingår i släktet Puccinia och familjen Pucciniaceae.   Inga underarter finns listade i Catalogue of Life.